# Ma Wan
Ma Wan is een Hongkongs eiland met een oppervlakte van 0,96 km². Het eiland ligt tussen de eilanden Lantau-eiland en Tsing Yi. Er zijn bewijzend dat het eiland al sinds het neolithicum bewoond wordt. Ook zijn er archeologische vondsten uit de Han-dynastie gevonden. Het dorp Tin Liu bestaat al 250 jaar. In het zuidwesten ligt het kanaal Kap Shui Mun die Lantau-eiland en Ma Wan van elkaar scheidt. Het eiland heeft een eigen plattelandscomité.

## Bezienswaardigheden
- Ma Wan Tung Wanstrand
- Ma Wan Park/Noah's Ark Museum
- Park Island
- Ma Wan Alliance Church
- Tsing Ma-brug
- The Heritage Museum
- Tin Hautempels
  - Tin Haupaleis van Pak Wan
  - Tin Hautempel van Ma Wan

## Plattegronden
- Google maps
- Wikimapia